# パパの歌
『パパの歌』は、忌野清志郎の通算6枚目のシングル。1991年5月2日に東芝EMIよりリリースされた。

## 概要
THE TIMERS「ロックン仁義」より5ヶ月ぶり、RCサクセションが無期限活動休止となって初となるシングル。
働く父親をテーマにした曲。
表題曲は清水建設CMソング。1年後にCMソング第2弾として「パパの手の歌」が発売された。
カップリング曲「犬の子」を含め作詞に糸井重里が参加している。
最も売れたCDシングル。

## 収録曲
1. パパの歌
2. 犬の子
全曲作詞：糸井重里／作曲・編曲：忌野清志郎

## 収録作品・カバー
| 発売日         | タイトル                                                                               |
| -------------- | -------------------------------------------------------------------------------------- |
| 1993年6月16日  | abcd(#1,#2)                                                                            |
| 1994年9月16日  | MAGIC - KIYOSHIRO THE BEST(#1)                                                         |
| 2003年5月28日  | La Famille ～家族の詩～(#1)                                                            |
| 2005年11月30日 | GOLD J-POP クラシックス 東芝EMI編(#1)                                                  |
| 2008年5月28日  | 入門編(#1)                                                                             |
| 2009年1月21日  | おかえり ～大切な人に、今伝えたいことがあります～(#1)                                  |
| 2011年7月20日  | 児玉奈央と青柳拓次『ファミリーソングス』(#1)                                           |
| 2011年12月21日 | 君のひとみは10000ボルト～ONアソシエイツ CM WORKS プロデューサーズ・チョイス Vol.3(#1)  |
| 2012年5月23日  | ウクレレ・キヨシロー(#1)                                                               |
| 2012年12月26日 | クライマックス ジェントル・ソングス(#1)                                                |
| 2013年2月27日  | カサリンチュ『カサリンチュ Select songs from「すーちゃん まいちゃん さわ子さん」』(#1) |
| 2014年6月25日  | 栗コーダーカルテット『20周年ベスト』(#1)                                               |
| 2017年9月6日   | 大人のJ-POPカレンダー 365 Radio Songs 11月 家族(#1)                                    |
| 2018年11月7日  | ベストヒット清志郎(#1)                                                                 |
| 2020年6月24日  | COMPILED EPLP ALL TIME SINGLE COLLECTION(#1,#2)                                        |